# Sotillo (Venezuela)
Sotillo is een gemeente in de Venezolaanse staat Monagas. De gemeente telt 29.500 inwoners. De hoofdplaats is Barrancas del Orinoco.